# Hydraena cordata
Hydraena cordata é uma espécie de insetos coleópteros polífagos pertencente à família Hydraenidae.
A autoridade científica da espécie é Schaufuss, tendo sido descrita no ano de 1883.
Trata-se de uma espécie presente no território português.